# Anna Hanušová
Anna Hanušová (3. dubna 1886 Dolní Štěpanice – 6. června 1975) byla česká průkopnice lyžování.

## Životopis
Anna Hanušová se narodila 3. dubna 1886 v Dolních Štěpanicích. Byla členkou Sokola Mrklov, za který nejspíše od roku 1908 závodila.Později se přidala do ČKS SKI Jilemnice. V roce 1909 se stala první ženou, která startovala v závodě na 50 km. Kvůli mlze na trati se ztratila, nicméně díky pomoci Emericha Ratha a Bohuslava Braunera doběhla do cíle a řádně ukončila závod. Roku 1910 zvítězila ve Vysokém nad Jizerou v závodě na 1 000 m. Ve stejném roce získala první místo v dámské jízdě během mezinárodních závodů. Roku 1911 startovala jako první žena v Čechách ve sjezdu na 1 500 m na Špičáku a zvítězila. 25. března 1912 startovala podruhé v závodě na 50 km, byť pouze v turistické třídě (pouze 25 km) a měla třetí nejlepší čas.
Ve svém životě se také věnovala sociální práci a tvorbě divadelní hry, dodnes uložené v archivu Krkonošského muzea.